# جوکیم نیستروم
 جوکیم نیستروم (انگلیسی: Joakim Nyström؛ زاده ۲۰ فوریهٔ ۱۹۶۳) یک تنیس‌باز اهل سوئد است.